# سام فيلدينغ
سام فيلدينغ (بالإنجليزية: Sam Fielding)‏ هو لاعب كرة قدم بريطاني في مركز الوسط، ولد في 2 نوفمبر 1998 في يورك في المملكة المتحدة. لعب مع سالفورد سيتي ونادي بارنسلي ونادي يورك سيتي.